# Rik Claeys
Rik Claeys (Gent, 28 februari 1967) is een Belgisch voormalig wielrenner. Hij reed voornamelijk voor kleinere Belgische ploegen.

## Belangrijkste overwinningen
1988
- 8e etappe Ronde van West-Henegouwen

1993
- Antwerpse Havenpijl

1994
- Rund um Düren

2001
- 3e etappe Ronde van Antwerpen